# 1093 км (зупинний пункт)
1093 кіломе́тр — пасажирська зупинна залізнична платформа Лиманської дирекції Донецької залізниці.
Розташована в селищі Кримське, Торецька міська громада, Донецької області на лінії Слов'янськ — Горлівка між станціями Магдалинівка (3 км) та Диліївка (3 км).
Через бойові дії рух приміських та пасажирських поїздів на даній ділянці припинено.